# Loučky (hrad)
Loučky (též Střemchov) jsou zbytky hradu ležící nad obcí Dolní Loučky v okrese Brno-venkov. Hrad založili v druhé polovině 13. století páni z Deblína. Loučky se prvně připomínají roku 1278. Roku 1292 zdědil panství a hrad Vítek z Loučky, který však zemřel bezdětný. Hrad získal před rokem 1353 Hroch z Kunštátu a Louček, čímž přešel na boleradickou větev kunštátského rodu a zůstal jejím majetkem až do zániku hradu před rokem 1497. Zřícenina je chráněna jako kulturní památka České republiky.

## Historie
Historické jméno hradu je Loučky, hovorový název je Střemchov, odvozený od osady Střemchoví pod hradem (dnes součást Dolních Louček). Hrad založili páni z Deblína a poprvé se připomíná roku 1278. V té době byl již hrad obyvatelný, což potvrzují nálezy z povrchových sběrů. V roce 1353 na hradě seděli páni z Kunštátu, kterým patřil hrad až do zániku krátce před rokem 1497. Někteří z členů rodu na něm i sídlili.
Hrad vznikal postupně. Jádro a dolní část zadního hradu patří do první stavební etapy, předhradí mohlo tehdy existovat v jednoduché dřevohlinité formě. Do zděné podoby bylo přestavěno později. Hrad prošel pozdněgotickou přestavbou, která reflektovala pokrok v dělostřelectvu.

## Popis
Hrad je trojdílný, přičemž zadní hrad je rozdělen na dolní a horní část (jádro). Od předhradí odděluje zadní hrad příkop, dílem vysekaný do skály, o šířce 25 metrů a hloubce až 5 metrů. Příkop má částečně dochováno vyzdění v podobě kontreskarpy. Na severu je zadní hrad lemován terasou, která přechází u předhradí v příkop a val. Tento příkop je 25 metrů široký a 4 až 5 metrů hluboký. Vstup do hradu je na jihu předhradí skrze bránu, příhrádek a soutku. Předhradí mělo rozměry 52 × 36 metrů, na severu bylo opatřeno dlouhou zděnou budovou (zachováno její zdivo) a na čele s největší pravděpodobností s věží a baštou. Do zadního hradu se vstupovalo přes dřevěný most a bránu prolomenou v masivní štítové zdi silné zhruba 5 metrů. V dolní části zadního hradu se nalézají pozůstatky dvou hospodářsko-provozních zděných budov. Horní část zadního hradu má tvar lichoběžníka o rozměrech 54 × 27 metrů. Zde se nalézají základy bergfritu o průměru 8,3 metru. Vedle věže stála jedna budova a v jihovýchodním nároží hradní palác, vedle něhož byla ve skále tesaná cisterna.